# Anton Šubelj
Anton Šubelj, slovenski operni pevec, * 26. april 1899, Rodica pri Domžalah, † 9. junij 1966, Cleveland

## Rojstvo
Rodil se je 26. aprila 1899 v Rodici pri Domžalah kajžarjema Marjani Pirnat in Francu Šubelju. Osnovno šolo je obiskoval v Jaršah in Mengšu, nato pa je delal v tovarni slamnikov v Domžalah.

## Glasbena kariera
Pevsko in igralsko se je Šubelj udejstvoval že v času, ko je delal v tovarni slamnikov, takrat bolj na domačih odrih.
V Ljubljani je od 1919 do 1922 študiral solopetje na konservatoriju in nastopal v Drami. Od leta 1922 do 1923 se je izpopolnjeval v Berlinu, potem pa je bil solist za manjše vloge v Ljubljanski operi od 1923 do 1927, hkrati pa se je poskušal še v operni režiji.
V začetku leta 1928 je prvič odpotoval v ZDA, kjer je pel v Newyorški protestantski katedrali, na radiu pa je pel slovenske pesmi; tolikšno navdušenje slovenskih izseljencev ga je spodbudilo za koncertno turnejo po Ameriki; njegov repertoar je posnelo podjetje Columbia na gramofonske plošče.
Po vrnitvi v Slovenijo leta 1929 je pozneje nadaljeval svoj pevski študij v Milanu, po kratki koncertni turneji po Nemčiji pa se je leta 1930 za stalno preselil v ZDA. Z pianistko Ruth J. Hall je prirejal popularne šolske in komorne koncerte, bil zborovski pevec in solist za majhne vloge v Metropolitanski operi od 1932 do 1946, vmes je 1934 v Clevelandu organiziral mladinski pevski zbor in ga nekaj časa sam vodil. Leta 1940 je sodeloval pri ustanovitvi GM (iz Svobodnega pevskega društva Zarja), vodil občasno njen pevski zbor, dirigiral vokalno-inštrumentalne koncerte, operete in operne predstave.
Od 1946 do 1949 je bil sodelavec koncertne agencije Associated Concert Bureau, leta 1949 je v Washingtonu ustanovil lastno šolo za solopetje in operno igro (Opera Workshop), z gojenci uprizarjal predstave v gledališču in na televizij, prevzel vodstvo GM v Clevelandu; od 1949 do 1951 poučeval na Washingon Institute of Music. Po 1951 se je popolnoma posvetil glasbenem delu clevelandskih Slovencev; prirejal operne predstave z ansambli GM, dirigiral koncerte, vodil pevske zbore Slovan, Adria, Triglav, Ameriško-slovaški pevski zbor, srbski pevski zbor Njegoš, ameriški pevski zbor East Ohio Gas chorus, mladinski pevski zbor Slovenske narodne podporne jednote.

## Smrt
Šubelj je umrl 9. junija 1966 v Clevelandu. 6. novembra istega leta so mu v narodnem domu v St. Clairu odkrili portret.